# Onze-Lieve-Vrouw-Presentatie (Sint-Niklaas)
Onze-Lieve-Vrouw-Presentatie (OLVP) is een school in de Belgische stad Sint-Niklaas.

## Geschiedenis
De meisjesschool werd gesticht in 1830 door Marie Augustine Weewauters in een pand in de Kokkelbeekstraat. Twee jaar later stichtten Weewauters en Sofie Engels de kloostergemeenschap Onze-Lieve-Vrouw-Presentatie. In 1833 verhuisde de school naar een gebouw in de Plezantstraat, waar er meer ruimte was voor de school en het klooster uit te breiden. Dit gebeurde in 1866 met de oprichting van een normaalschool, waaronder ook een afdeling voor kleuteronderwijs (1893) en een regentaat (1912). Ook de congregatie breidde uit met in 1877 vestigingen in Boom, Bornem, Lebbeke, Ledeberg, Lokeren en Lotenhulle.
Na de Eerste Wereldoorlog zette Onze-Lieve-Vrouw Presentatie ook op middelbaar onderwijs in. In 1920 werd er een handelsschool opgericht en in 1942 een humaniora. In 1933 begonnen de zusters met missionariswerk in Congo, in samenwerking met de Congregatie van het Onbevlekt Hart van Maria.
In 2014 verlieten de laatste acht zusters het klooster in Sint-Niklaas, waarna het gebouw in erfpacht aan de school werd gegeven. In 2019 is 1,8 miljoen euro toegekend aan de school door minister Ben Weyts om een deel van het voormalige klooster om te bouwen tot klaslokalen en turnzaal. In 2023 openden een nieuwbouw en een gerenoveerd deel van het klooster, goed voor 360 extra plaatsen in het lager en secundair onderwijs.

## Huidige school
Onze-Lieve-Vrouw-Presentatie bestaat uit drie delen:
- OLVP Basisschool Plezantstraat
- OLVP Basisschool Watermolendreef
- OLVP Secundair Onderwijs (ASO-BSO-TSO)

## Bekende oud-leerlingen
- Nelly Maes (1941), politica[7]
- Miet Smet (1943), politica[8]
- Marianne Thyssen (1956), politica
- Carina Van Cauter (1962), politica, gouverneur Oost-Vlaanderen
- Caroline Pauwels (1964-2022), academica
- Elise De Vliegher (1974), actrice en danseres
- Meyrem Almaci (1976), politica[9]
- Ruth Joos (1976), radiopresentatrice
- Kaat Mendonck (1976), voormalig radiopresentatrice
- Cath Luyten (1977), tv-presentatrice
- Barbara Pas (1981), politica
- Nicole De Moor (1984), politica
- Kimberly Buys (1989), zwemster